# The Meeting Place

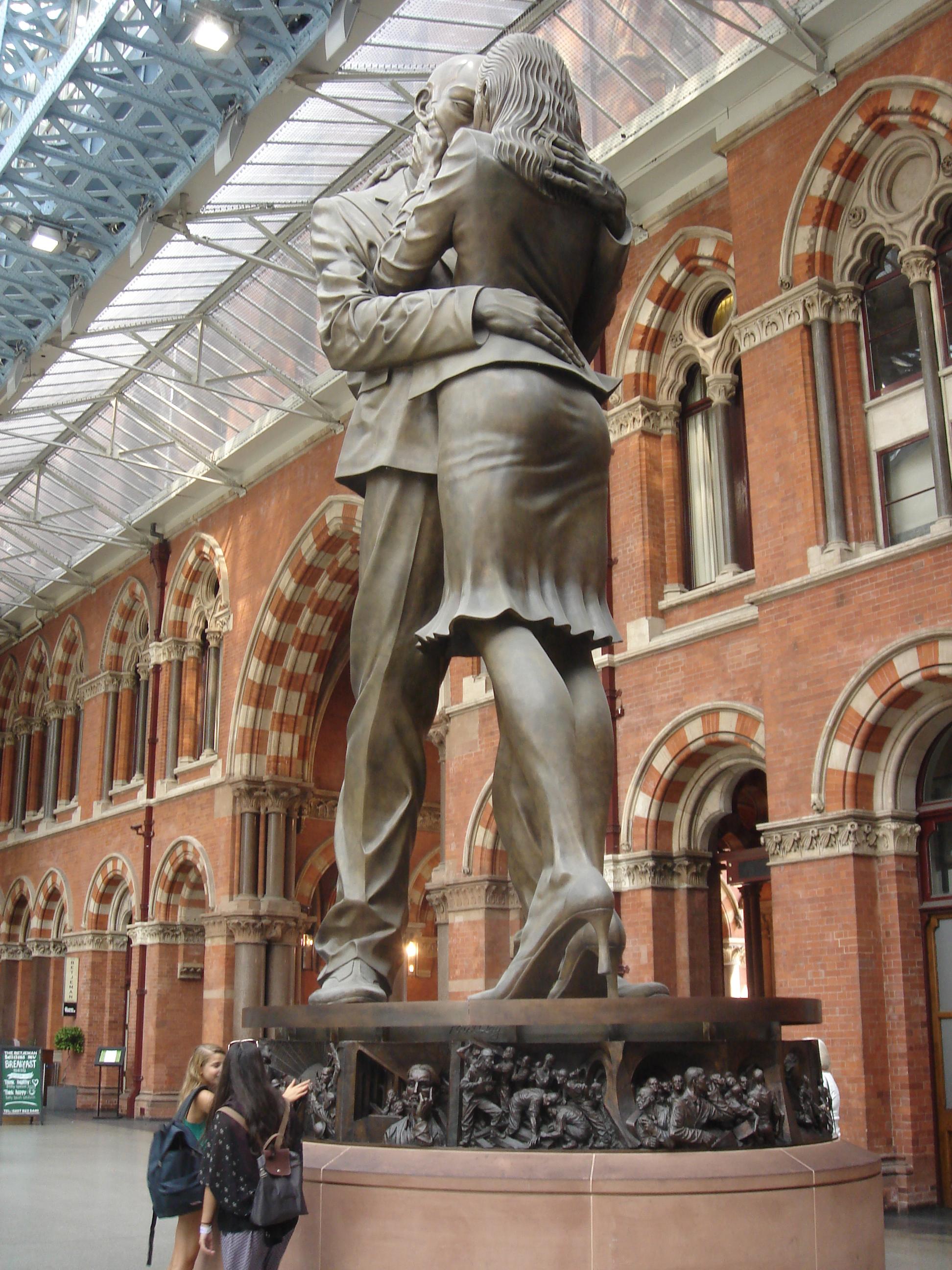
Das Denkmal The Meeting Place im Bahnhof St Pancras, London.

The Meeting Place ist ein 2007 geschaffenes Denkmal des britischen Bildhauers Paul Day. Es befindet sich im Bahnhof St Pancras International in London, der Hauptstadt von Großbritannien. Das Denkmal wurde zusammen mit dem rekonstruierten Bahnhof von Elisabeth II., Königin von Großbritannien, eröffnet.

## Geschichte
Die Statue wurde von der Grundstücksentwicklungsgesellschaft London and Continental Railways im Rahmen einer umfassenden Renovierung eines der Londoner Hauptbahnhöfe in Auftrag gegeben und vom Bildhauer Paul Day geschaffen. Die Kosten für die Errichtung des Denkmals beliefen sich auf 1 Million Pfund, während der Wiederaufbau des gesamten Bahnhofs rund 800 Millionen Pfund kostete. Als Modell für die Statue diente der Bildhauer Day selbst, gemeinsam mit seiner Frau Catherine. Er arbeitete in einem Atelier in Chichester in West Sussex und fertigte zunächst ein kleines Modell aus Ton an, dann eine Replik in Originalgröße aus Polystyrol, die in Gips und anschließend in Bronze gegossen wurde. Die Arbeiten am Denkmal wurden im Juli 2007 abgeschlossen und im Oktober wurde es am Bahnhof aufgestellt. Am 7. November desselben Jahres wurde das Denkmal zusammen mit dem rekonstruierten Bahnhof von Elisabeth II., Königin von Großbritannien, enthüllt. Das Denkmal befindet sich unter der Uhr am südlichen Ende des oberen Stockwerks des Bahnhofs St. Pancras International in der Nähe des Eurostar-Terminals. Die Uhr ist eine Replik eines 10 Meter hohen Originals von Dent Clocks, das in den 1970er Jahren kaputt ging, aber später von einem ehemaligen Eisenbahnarbeiter wieder aufgebaut und an der Vorderseite seines Hauses in Thurgarton, Nottinghamshire, angebracht wurde.

## Reaktion der Kritik
Das Denkmal wurde von der Kritik in Großbritannien nicht sehr gut aufgenommen. Der Bildhauer Antony Gormley nannte die Statue "Mist", die Journalistin Joan Bakewell nannte sie "kitschig" und "banal", und der Kunstkritiker Giles Waterfield beschrieb sie als "das Schlimmste", was man je zuvor gesehen habe. Der Künstler Jeremy Deller sagte, das Denkmal sei „kaum ein Kunstwerk“, der Schriftsteller Will Self nannte es „Kitsch-Mist“ und der Kunstkritiker Jonathan Jones nannte es „idiotisch in seinem Ausmaß“ und „ohne künstlerisches Gefühl“, der Journalist Stephen Bailey "unverhältnismäßig und grob geformt", und der Direktor des Kunstprogramms der Royal Academy of Arts Tim Marlow "ein schreckliches, zuckersüßes, sentimentales Stück Kitsch". In den Kritiken fanden sich auch Adjektive wie „übertrieben“, „wirklich erschreckend“ und „trostlos und traurig“.
Journalisten schrieben indessen, dass „The Meeting Place“ künftig auf einer Stufe mit Rodins „Der Kuss“ in Paris und der Freiheitsstatue in New York stehen werde. Der Bildhauer Day selbst antwortete, dass die Kritik, der das Denkmal ausgesetzt war, in der Tat „Scheiße“ sei. Im Jahr 2008 sah sich der Bildhauer nach der Anbringung eines Frieses am Sockel des Denkmals einer neuen Welle der Kritik ausgesetzt. Der Kunstkritiker David Lee sprach sich unterdessen für das Gemälde aus, da er der Meinung sei, der Fries sei ein eher „satirischer Blick auf das, was London ist“.

## Komposition

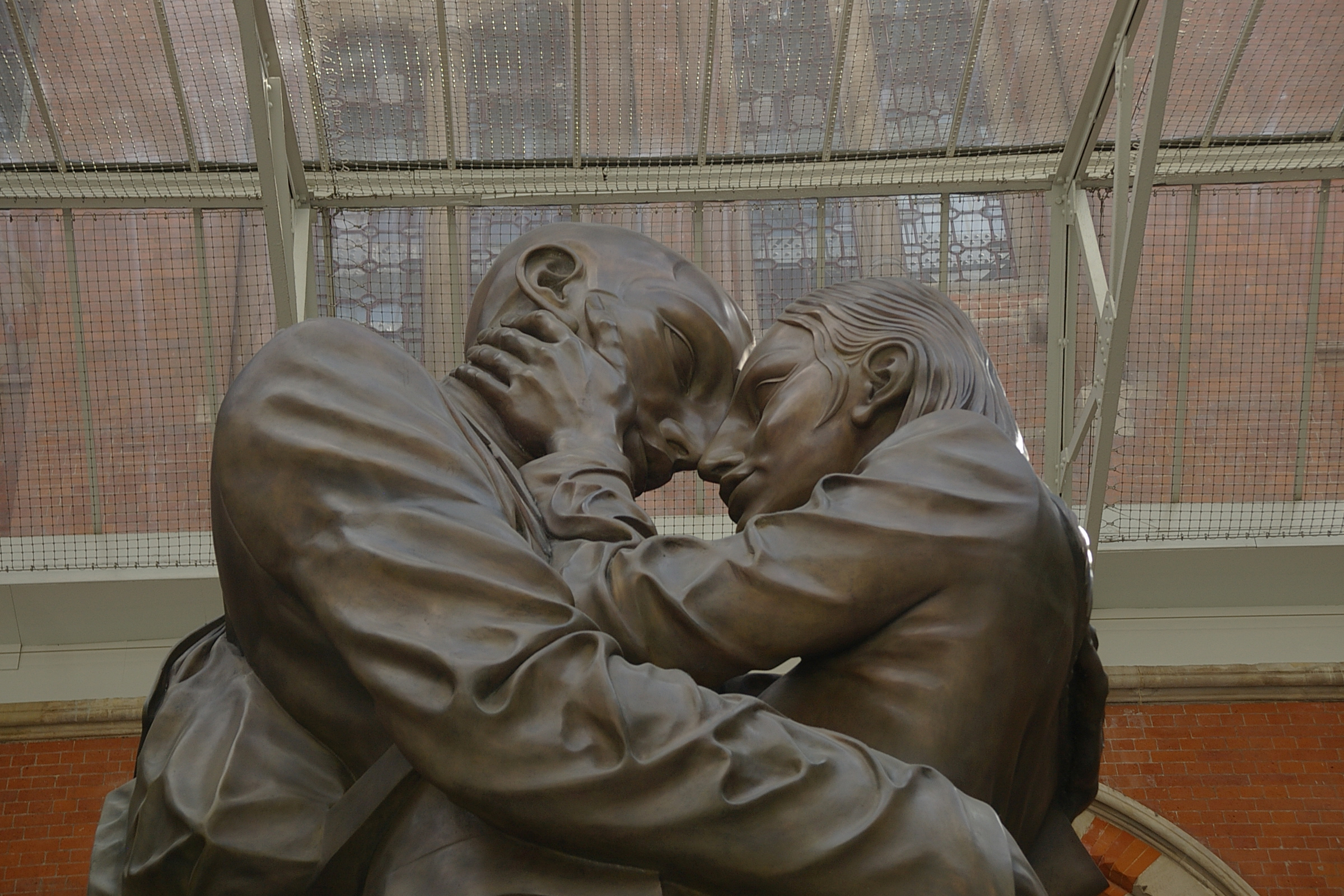
Umarmung der Liebenden

Das Denkmal ist 9 Meter hoch, wiegt 20 Tonnen und ist aus Bronze gefertigt. Das Denkmal besteht aus zwei verbundenen Statuen – den Figuren eines Mannes und einer Frau, die sich nach langer Trennung wieder trafen. Der Mann ist in einem Business-Anzug mit einem Rucksack auf den Schultern dargestellt, die Frau trägt High Heels und ein knielanges Kleid. Sie umarmen sich romantisch und berühren ihre Stirnen in Erwartung eines liebevollen Kusses. Dieses junge Paar, das die Verbindung eines Engländers und einer Französin darstellt, symbolisiert das Zusammentreffen zweier Kulturen – Großbritannien und Frankreich. In diesem Zusammenhang ist das Denkmal, das offiziell The Meeting Place („Treffpunkt“) heißt, auch als „Liebespaar“ bekannt. Der den Sockel umgebende Bronzefries zeigt Szenen aus der Geschichte des Bahnhofs zum Thema Verkehr: einen Zug, der von einer skelettierten Leiche in Form eines Sensenmanns gefahren wird; ein bärtiger Betrunkener, der mit einer Flasche neben einem vorbeifahrenden Zug torkelt; ein Mann, der im Begriff ist, sich aus Liebesgründen vor einen Zug zu werfen und Selbstmord zu begehen, und dessen Gestalt sich in der Sonnenbrille seines Mitreisenden spiegelt; eine Frau im kurzen Rock, die auf dem Schoß ihres Liebhabers sitzt, während sie auf den nächsten Zug wartet; Soldaten, die im Ersten Weltkrieg mit dem Zug an die Front gingen; der Prozess der Evakuierung von Menschen aus den Stationen der Londoner U-Bahn nach den Terroranschlägen vom 7. Juli 2005.

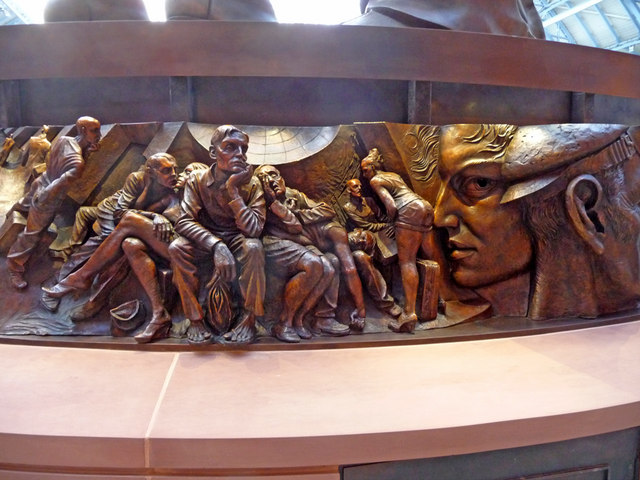
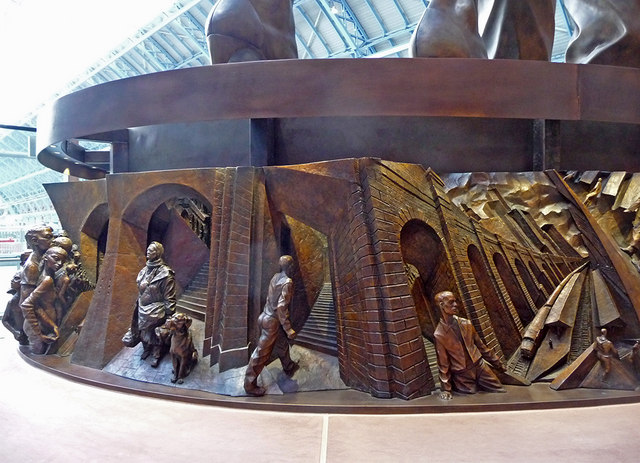
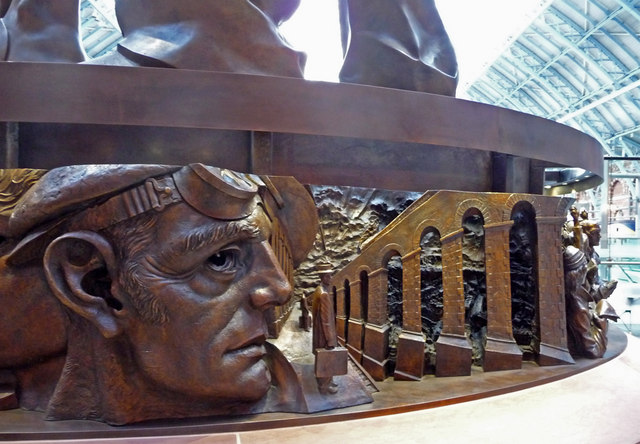
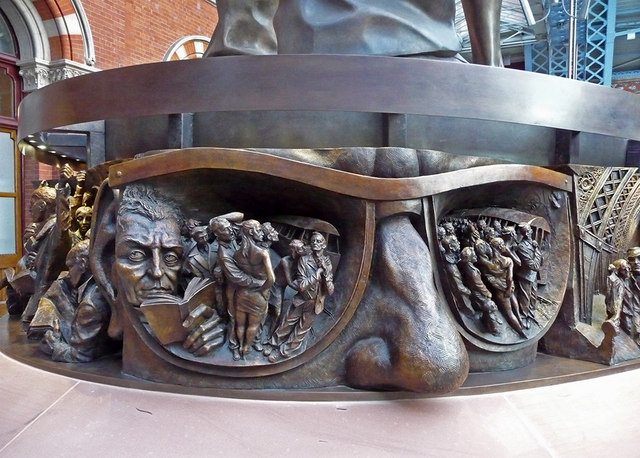
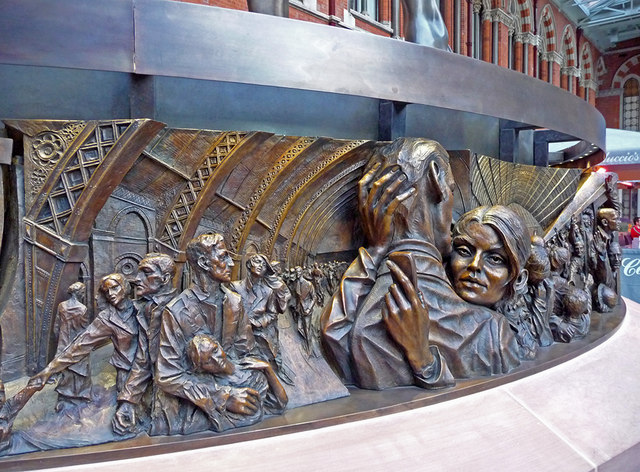
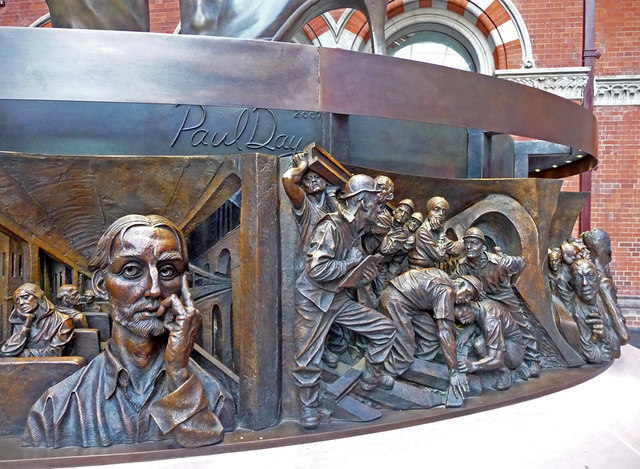